# Stormossarna
Stormossarna är en mosse i Lemlands kommun på Åland belägen ca 4 km sydost om kommunens administrativa centrum Söderby. Vattnet rinner i diken från myrens centrala och norra delar och mynnar ut i havet i Kuggholmsfjärden. Från myrens södra ända rinner vatten söderut i ett dike som mynnar ut i Flakaviken.
Stormossarna är ett högmossekomplex. Myrens centrala del är täckt av gles eller medeltät tallskog. Randskogen består av medeltät och ställvis tät blandskog.